# 春日神社 (大垣市本今町)
春日神社（かすがじんじゃ）は、岐阜県大垣市本今町にある神社。

## 祭神
- 武甕槌命

## 由緒
創建時期は不明。言い伝えでは平安時代に安八郡今村（現・大垣市本今町、今町）が鎮守の神として春日大神を奉じたという。1873年（明治6年）に郷社となり、1907年（明治40年）神饌幣帛料供進社に指定された。
1945年（昭和20年）7月29日の大垣空襲で殆どの建物を焼失。現在の建物はその後再建されたものである。1960年（昭和35年）に金幣社となる。

## 交通機関
- 名阪近鉄バス「本今」バス停より徒歩約8分。
  - JR東海道本線・樽見鉄道樽見線・養老鉄道養老線大垣駅（大垣駅前バスのりば）より青柳線「イオンモール大垣」行き。

## その他
- 一の鳥居と二の鳥居につづく参道にはソメイヨシノの桜並木がある。
- 後世に伝承すべき景観を有する建造物として、2010年（平成22年）に大垣市の景観遺産に指定されている[3]。
- 境内には自噴水「春日の宮湧き出ずる名水」がある。これは1962年（昭和37年）に掘られ、地下201mから湧き出るものである[4]。